# Fajã do Norte Estreito
A fajã do Norte do Estreito fica situada numa zona muito alta, ainda mais alta do que a fajã de Entre Ribeiras. Pertence à freguesia de Santo Antão (Calheta), Concelho da Calheta, costa Norte da ilha de São Jorge. Fica entre a fajã da Ribeira Funda e a fajã do Nortezinho.
O acesso a esta fajã é feito por um tortuoso atalho que leva cerca de duas horas a percorrer e que tem vista de suspender a respiração.
Aqui existiam antigamente cerca de dez pequenas casas de habitação onde os seus proprietários ficavam quando iam invernar gado. Nesse tempo as terras eram cultivadas de batata, inhame e couve.
São duas as fontes que brotam da rocha, a Fonte da Rocha e a Fonte da Ladeira do Rochão.
A pesca é impossível neste lugar. A fajã foi abandonada depois do terramoto de 1980, e está coberta de vegetação e já praticamente ninguém desce lá.
A Natureza, como nos outros lados após o abandono do homem voltou a ocupar o seu lugar.